# DL Hall
Dayton Lane Hall (Valdosta, Georgia, 19 de septiembre de 1998), más conocido como DL Hall, es un jugador profesional estadounidense de béisbol que se desempeña en la posición de lanzador en Milwaukee Brewers, equipo de las Grandes Ligas de Béisbol (MLB).

## Carrera
Hall hizo su debut en la MLB con el equipo Baltimore Orioles, en el cual jugó dos temporadas (2022-2023), después pasó a Milwaukee Brewers, donde lleva jugando una temporada.